# Muhammad Kamil Amr
Muhammad Kamil Amr (ur. 1 grudnia 1942) – egipski polityk, minister spraw zagranicznych Egiptu w latach 2011-2013.

## Życiorys
W latach 90. XX wieku pracował jako radca w ambasadzie egipskiej w Waszyngtonie, następnie był ambasadorem Egiptu w Arabii Saudyjskiej, a później przez dziesięć lat przedstawicielem Egiptu w Banku Światowym. Do Egiptu wrócił w 2010.
W kampanii przed wyborami prezydenckimi w 2012 wspierał niezależnego kandydata Amra Musę.
18 lipca 2012 został ministrem spraw zagranicznych Egiptu po dymisji Muhammada al-Urabiego. Nominacja jego i czternastu innych ministrów stanowiła odpowiedź na protesty społeczne, których uczestnicy domagali się szybszego pociągnięcia do odpowiedzialności obalonego w styczniu Husniego Mubaraka i usunięcia ze stanowisk publicznych osób związanych z obalonym autorytarnym rządem. Jego wybór był zaskoczeniem z uwagi na fakt, iż nie był członkiem ścisłej elity władzy w ostatnich latach; być może jednak właśnie brak związków z najbliższymi współpracownikami Husniego Mubaraka był przyczyną jego nominacji. Zwracano uwagę również na kompetencje Amra w dziedzinie międzynarodowych stosunków gospodarczych.
Po rekonstrukcji rządu i objęciu przez Hiszama Kandila stanowiska premiera zachował stanowisko. Jego pozostanie w rządzie wynikało z faktu, iż w skrajnie niestabilnej sytuacji w kraju prezydent Muhammad Mursi chciał stworzyć wrażenie kontynuacji dotychczasowej linii politycznej.
Po zamachu stanu w Egipcie w lipcu 2013, który odsunął od władzy Muhammada Mursiego, nowy premier Hazim al-Biblawi zapowiadał początkowo, iż dotychczasowy minister spraw zagranicznych zachowa tekę w jego rządzie. Muhammad Kamil Amr sam zrezygnował jednak ze stanowiska, które przejął po nim Nabil Fahmi.